# Rihei Sano
Rihei Sano (佐野理平?, Sano Rihei; Prefettura di Shizuoka, 21 settembre 1912 – 26 marzo 1992) è stato un calciatore giapponese, di ruolo portiere.